# Aucklandský region
Auckland je jeden ze šestnácti regionů na Novém Zélandu. Nachází se zde stejnojmenné město Auckland, které je zároveň největším městem Nového Zélandu.
Obyvatelé regionu tvoří 33% celkové populace Nového Zélandu. Je to nejvíce zalidněný a zároveň 2. nejmenší region na Novém Zélandu.